# Bezpieczeństwo fizyczne
Bezpieczeństwo fizyczne – zapewnienie ochrony pomieszczeń, sprzętów, infrastruktury oraz personelu przed bezpośrednim działaniem czynników fizycznych i zdarzeń takich jak: pożar, powódź, kradzież, wandalizm, terroryzm. 
Bezpieczeństwo fizyczne uzyskuje się poprzez kombinację środków zabezpieczeń:
- pasywnych:
  - odstraszających lub zapobiegających zagrożeniom  – np. oznakowanie terenu prywatnego,
  - opóźniających niekorzystne działania  – np. ogrodzenia, sejfy,
- aktywnych:
  - wykrywających zagrożenie – np. telewizja przemysłowa, systemy alarmowe,
  - przeciwdziałających zagrożeniom – np. systemy gaśnicze, ochrona mienia.

Inne środki zapewniające bezpieczeństwo fizyczne:
- kontrola dostępu
  - karta identyfikacyjna
  - biometria
- ogrodzenie
  - brama
  - drut kolczasty
- ochrona mienia
  - pracownik ochrony